# Babina adenopleura
Babina adenopleura är en groddjursart som först beskrevs av George Albert Boulenger 1909.  Babina adenopleura ingår i släktet Babina och familjen egentliga grodor. IUCN kategoriserar arten globalt som livskraftig. Inga underarter finns listade.